# حامض مصير

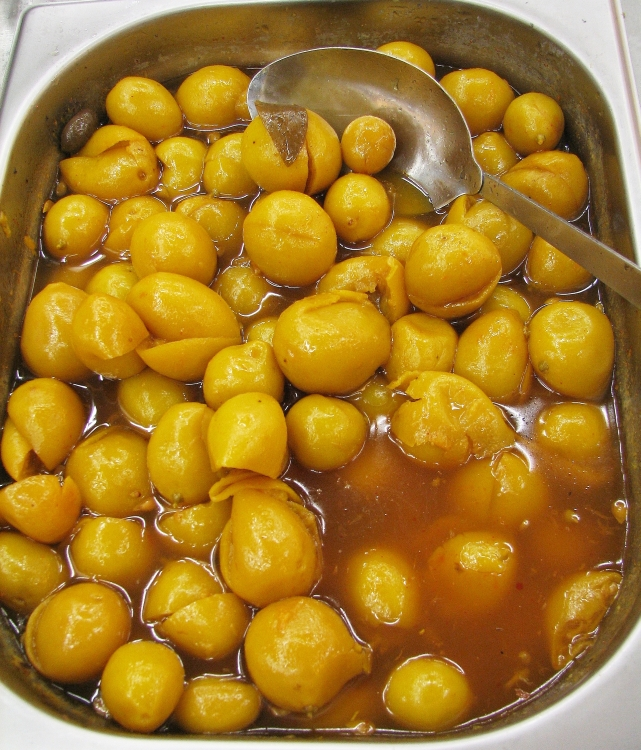
الليومن المخلل شائع في المغرب

الليمون المخلل أو الليمون الحامض هو مكون مهم وشائع في مطبخي المغرب الكبير وجنوب آسيا. عثر عليه أيضًا في المطبخ الإنجليزي في القرن الثامن عشر. الليمون وهو مقطع أو مكعب أو منقسم أو كامل،يُخلّل في أجاج من الماء وعصير الليمون والملح وأحيانا تضاف توابل أخرى أيضا. يختمر على درجة حرارة الغرفة لمدة أسابيع أو أشهر قبلما يستعمل، ولب الليمون الحامض قد يستعمل في الأحساء والصلصات ولكن القشر هو الجزء الأهم. النكهة لاذعة قليلا ولكنها غنية من ناحية مذاق الليمون.

## تاريخ
تاريخيًا، كان التخليل طريقة عملية وبأسعار معقولة لحفظ الليمون لاستخدامه لفترة طويلة بعد موسمه وبعيدًا عن مكان زراعته. تقدم كتب الطبخ الإنجليزية والأمريكية والهندية في أوائل القرن التاسع عشر وصفات لمخلل الليمون وتذكر استخدامه في صلصات السلمون ولحم العجل وما إلى ذلك؛ الأطباق التي تُستخدم فيها قشر الليمون الطازج و/أو عصيره اليوم.

وصفة من أوائل القرن التاسع عشر هي كما يلي، مأخوذة من كتاب A New System of Domestic" Cookery"، وهذه ترجمتها:
يجب أن تكون -أي حبات الليمون- صغيرة وذات قشور سميكة: افركها بقطعة من الفانيلا؛ ثم شقها إلى نصفين إلى أربعة أرباع، ولكن ليس حتى اللب؛ املأ الشقوق بالملح المضغوط بقوة، ضعها في وضع مستقيم في مقلاة لمدة أربعة أو خمسة أيام، حتى يذوب الملح؛ اقليها ثلاث مرات يوميًا في سائلها الخاص، حتى تنضج؛ اصنعي مخللًا يكفي لتغطيتها، من خل اللفت، ومحلول ملحي من الليمون، والفلفل الجامايكي، والزنجبيل؛ اغليه وانزعي منه الرغوة؛ عندما يبرد، ضعيه على الليمون، مع أونصتين من بذور الخردل، وفصين من الثوم لكل ست ليمونات. عند استخدام الليمون، سيكون المخلل مفيدًا في الأسماك أو الصلصات الأخرى.
- سيدة.
تظهر وصفة مماثلة في كتاب الطبخ الخاص بـماري راندولف عام 1824. تظهر أيضًا وصفات مماثلة في كتب الطبخ السابقة، مثل كتاب الطبخ الذي يعود إلى القرن الثامن عشر لمدبرة المنزل الإنجليزية إليزابيث رافالد. تتضمن بعض الوصفات بشر الليمون أو تقشيره بشكل رقيق، وحفظ القشور التي تم تجفيفها لاستخدامها لاحقًا.

## الطريقة

### المكونات الأساسية
- ليمون.
- ماء.
- ملح.
- حبة البركة.
- العسفر.

### الطريقة
يغسل الليمون ويقطع إلى أنصاف أو يترك كاملًا مع عمل شق ويسلق في كم مناسب من الماء، ثم يصفى الليمون ويُحش بحبة البركة والعسفر، ثم يُرص في برطمان ويوضع عليه محلول مكون من ماء السلق وملح، ويمكن إضافة الفلفل أو الشطة.
يوضع على وجه المخلل نقطة من الزيت ويغلق البرطمان بإحكام ويترك على الأقل أسبوعين في مكان نظيف وآمن حتى يتم التخليل.

## التغيرات الفيزيائية والكيميائية
تعتبر عملية التخمير عملية معقدة وتتسبب في حدوث العديد من التغيرات على المستويين الخارجي والداخلي لليمون. ويمكن ملاحظة جميع التغيرات الخارجية المعروفة بالعين البشرية. وتشمل هذه التغيرات تجعد القشرة مع تحول لون الجزء الداخلي من الليمون (إذا تم تقطيعه) إلى اللون البني قليلاً، بسبب الأكسدة.
على الرغم من عدم وجود الكثير من الأبحاث حول التفاعلات الكيميائية التي تحدث داخل الليمون أثناء عملية الحفظ بالتخمير، إلا أنه باستخدام الأبحاث القائمة على الفواكه الأخرى ومن خلال الملاحظة، يمكن التوصل إلى استنتاجات مع أدلة داعمة. من خلال التعريف أعلاه، يمكن استنتاج أن السكر والنشا داخل الليمون يتحللان كيميائيًا أثناء عملية التخمير. بناءً على القيمة الغذائية، يمكن أيضًا افتراض أن البروتين يتحلل أو يتحلل مائيًا أثناء عملية التخمير حيث يوجد غياب للمغذيات الكبرى بعد التخمير.
هناك أيضًا عدد من العوامل التي يمكن أن تؤثر على معدل النجاح ومستوى الأمان فيما يتعلق بالتخمير. يمكن أن تتأثر عملية التخمير بشكل كبير بالعوامل التركيبية داخل الفاكهة مثل الرقم الهيدروجيني وسعة التخزين ومحتوى السكر الأولي. يمكن تغيير كل هذه العوامل اعتمادًا على حجم الفاكهة، فكلما كانت الفاكهة أكبر، زادت القيمة الغذائية التي ستحملها. بالإضافة إلى ذلك، يمكن أن يكون للـمبيدات الحشرية تأثير على التخمير. إذا تُركت المبيدات الحشرية بكميات كبيرة على سطح الفاكهة أثناء التخمير، فإن عملية الحفظ تزيد من فاعلية المواد الخطرة داخل المبيدات الحشرية.

## أدوار المعادن والعناصر الغذائية الكبرى والأحماض ومضادات الأكسدة في التخمير
يعد الملح أحد العناصر الغذائية الكبرى الشائعة المستخدمة في التجفيف، حيث يزيد من الضغط الأسمولي للسائل لمنع نمو فئات معينة من الكائنات الحية الدقيقة. ويخلق هذا التأثير بيئة صعبة لبقاء هذه البكتيريا ويسمح بنمو الميكروبات المقاومة للملح. كما يساعد الملح على إطالة العمر الافتراضي. عصير الليمون حامضي ويحتوي على حمض الستريك الذي يساعد على خفض الرقم الهيدروجيني، مما يحد أيضًا من الميكروبات التي يمكن أن تسبب التلف والأمراض. لحفظ الليمون، يتم استخدام مضادات الأكسدة كمضافات غذائية لمنع فوق أكسدة الليبيد وتلاشي لون الطعام.
على الرغم من احتواء الليمون على حمض الستريك، إلا أن معظم حمض الستريك يتم إنتاجه عن طريق التخمير باستخدام الميكروبات التي يمكنها تحويل السكريات إلى حمض الستريك، وهو أهم حمض عضوي يتم إنتاجه بالطن ويستخدم على نطاق واسع في الصناعات الغذائية والصيدلانية. يتم إنتاجه بشكل أساسي عن طريق التخمير المغمور باستخدام الرشاشية السوداء أو المبيضة. من مصادر مختلفة للكربوهيدرات، مثل الدبس والوسائط القائمة على النشا. تستخدم صناعات الأغذية والمشروبات هذا الحمض على نطاق واسع كمادة مضافة للأغذية على مستوى العالم.